# Alexander Oskar Noah
Alexander Oskar Noah (* 10. Februar 1885 in Meißen; † 13. September 1968 in Hamburg) war ein deutscher Kunst- und Landschaftsmaler.

## Leben
Noah wurde als viertes Kind des Porzellanmaler-Ehepaares Anton Alexander und Auguste Noahs geboren. Nach Besuch der Kunstgewerbeschule in Dresden und sieben Jahren Tätigkeit als Theatermaler an der Königlichen Hofoper in Dresden, Studium an der Kunstakademie in Dresden (Meisterklasse von Professor Eugen Bracht). Dann eigene Malschule in Chemnitz bis zur Einberufung 1915 zum Kriegsdienst. Ab 1918 nach Kriegstrauung Wohnsitz und Atelier in Lokstedt. Noah war Mitglied der Hamburgischen Künstlerschaft und lebte seit 1919 in Lokstedt. Nach Verlust von Haus und Atelier durch einen Bombenangriff auf Hamburg im Zweiten Weltkrieg fand Noah ab 1943 eine neue Heimat in Kappeln an der Schlei, unterbrochen 1944–1945 durch Wehrdienst und anschließende Gefangenschaft in Belgien. 1954 kehrte er nach Hamburg zurück. Am 13. September 1968 fand er durch einen Verkehrsunfall auf einem Zebrastreifen in Hamburg den Tod.
Überregional bekannt wurde er vor allem durch seine stimmungsvollen Landschaftsgemälde und -aquarelle, die er überwiegend vor dem Zweiten Weltkrieg schuf. Noah malte nicht nur in Hamburg und Umgebung, sondern von ihm sind auch Ansichten von Meißen und Stolberg (Harz) bekannt, die er mit „A. O. Noah, Lokstedt“ signierte. Das Schleimuseum in Kappeln erwarb 2009 217 Gemälde von Noah. Unzählige naturgetreue Bilder von seiner sächsischen Heimat, von Hamburg (Hafen, Alster, Gängeviertel, Altes Land) und Umgebung, von Kappeln und Schlei-Landschaften, von Harz, Schwarzwald und Alpen, sowie von seinen Reisen nach Italien, Griechenland, Norwegen, Mallorca etc. zeugen von seinem unermüdlichen Schaffen bis zu seinem Todestag.